# Spring Hill, Minnesota
Spring Hill là một thành phố thuộc quận Stearns, tiểu bang Minnesota, Hoa Kỳ. Năm 2010, dân số của thành phố này là 85 người.

## Dân số
- Dân số năm 2000: 55 người.
- Dân số năm 2010: 85 người.